# Baillieux
De naam Baillieux is een Franstalige familienaam, waarschijnlijk van Franse of Waalse oorsprong. 

## Oorsprong en betekenis
Mogelijk is de naam afgeleid van het woord bailli, wat 'baljuw' of plaatselijke bestuurder / rechter betekende in de middeleeuwen. De uitgang “-eux” kan een meervoudsvorm of verbastering zijn, afhankelijk van de streek. De naam kan dus verwijzen naar iemand die het beroep van baljuw uitoefende, of naar een familie die in dienst stond van een baljuw.

## Mogelijke varianten
Vergelijkbare namen: Baillie, Bailly, Baillié, Baillet, Bailleux. Deze namen komen vaak voor in Noord-Frankrijk en Wallonië.

## Verspreiding
De naam Baillieux komt relatief weinig voor, vooral in België en Noord-Frankrijk. De naam is ook te vinden in Nederland onder andere in / rond Maastricht en Amsterdam.

## Heraldiek
Er is geen standaard wapenschild voor “Baillieux” bekend, maar sommige takken kunnen een familiewapen hebben.